# Dolní Olešnice
Pour les articles homonymes, voir Olešnice.
Dolní Olešnice (en allemand : Nieder Oels) est une commune du district de Trutnov, dans la région de Hradec Králové, en Tchéquie. Sa population s'élevait à 378 habitants en 2020.

## Géographie
Dolní Olešnice se trouve à 3 km au sud-sud-ouest du centre de Hostinné, à 15 km à l'ouest-sud-ouest de Trutnov, à 36 km au nord-nord-ouest de Hradec Králové et à 104 km au nord-est de Prague.
La commune est limitée par Hostinné au nord et au nord-est, par Chotěvice à l'est, par Mostek au sud, par Borovnička au sud-ouest et par Horní Olešnice à l'ouest.

## Histoire
La première mention écrite du village date de 1241.